# Tour de Romandía 1955
La 9.ª edición del Tour de Romandía se disputó del 5 de mayo al 8 de mayo de 1955 con un recorrido de 815 km dividido en 5 etapas, con inicio y fin en Monthey.
El vencedor fue el suizo René Strehler, cubriendo la prueba a una velocidad media de 36 km/h.

## Etapas[1]
| Etapa | Recorrido             | Km  | Ganador       |
| 1.ª   | Monthey-Ginebra       | 222 | René Strehler |
| 2.ª   | Ginebra-Sainte-Croix  | 220 | Bruno Monti   |
| 3.ªa  | Sainte-Croix-Friburgo | 140 | René Strehler |
| 3.ªb  | Friburgo              | 53  | Hugo Koblet   |
| 4.ª   | Friburgo-Monthey      | 180 | Rolf Graf     |

## Clasificaciones
Así quedaron los diez primeros de la clasificación general de la segunda edición del Tour de Romandía
| \| 1. \| René Strehler \| Suiza \| 22h35'03" \| \| \| 2. \| Hugo Koblet \| Suiza \| + 3'04" \| \| \| 3. \| Max Schellenberg \| Suiza \| + 3'17" \| \| \| 4. \| Bruno Monti \| Italia \| + 3'51" \| \| \| 5. \| Carlo Clerici \| Suiza \| + 4'43" \| \| \| 6. \| Charly Gaul \| Luxemburgo \| + 4'45" \| \| \| 7. \| Pasquale Fornara \| Italia \| + 4'57" \| \| \| 8. \| Jean Forestier \| Francia \| + 5'54" \| \| \| 9. \| Marcel Fernandez \| Francia \| + 6'12" \| \| \| 10. \| Jean Malléjac \| Francia \| + 6'47" \| \| |                  |            |           |  |
| 1. | René Strehler    | Suiza      | 22h35'03" |  |
| 2. | Hugo Koblet      | Suiza      | + 3'04"   |  |
| 3. | Max Schellenberg | Suiza      | + 3'17"   |  |
| 4. | Bruno Monti      | Italia     | + 3'51"   |  |
| 5. | Carlo Clerici    | Suiza      | + 4'43"   |  |
| 6. | Charly Gaul      | Luxemburgo | + 4'45"   |  |
| 7. | Pasquale Fornara | Italia     | + 4'57"   |  |
| 8. | Jean Forestier   | Francia    | + 5'54"   |  |
| 9. | Marcel Fernandez | Francia    | + 6'12"   |  |
| 10. | Jean Malléjac    | Francia    | + 6'47"   |  |